# یوشیکاوا ۵۲۳۷
سیارک ۵۲۳۷ (به انگلیسی: 5237 Yoshikawa، نامگذاری:1990UF3) پنج هزار و دویست و سی و هفتمین سیارک کشف شده‌است که در ۲۶ اکتبر ۱۹۹۰ کشف شد.
قدر مطلق سیارک برابر ۱۳٫۲۰ است.